# 乔科·皮努尔博
乔科·皮努尔博 （1962年5月11日—2024年4月27日），印度尼西亚诗人。诗歌風格混合了叙事、讽刺和自省。 

## 生平
乔科出身于小学教师家庭。 1987年，毕业于印尼日惹聖那塔達瑪大學。隨後，任教於母校，同时協助文化杂志Basis。乔科曾是Base 、 Slot和Sadhar的编辑。乔科还曾在日惹的Grasindo打工。 
乔科目前担任 Scholastic Script Bank 的编辑，同时在几家私人机构做志工，并協助杂志Poetry。作品散見在各家报纸、杂志、期刊、选集和书籍中。诗集Celana (1999) 和Di Bawah Kibaran Sarung (2001)。 2001 年，他获得了雅加達藝術理事會最佳詩歌圖書獎、朗塔文學獎和詩歌雜誌最佳詩獎。乔科曾獲杂志Tempo选为文学代表。乔科经常出现在各個论坛的文學讨论和诗歌朗诵中，包括雅加达跨国诗歌节（2001 年）、荷兰Winternacht文学节（2002 年）和梭羅国际诗歌节（2002 年）。 